# Jan van Huysum
Jan van Huysum (15. dubna 1682 Amsterdam – 8. února 1749 tamtéž) byl nizozemský malíř zátiší. Jeho mistrovské práce, především květinové kompozice, byly velmi oblíbené. Patřil k nejlépe placeným malířům své doby.

## Život a dílo
Pocházel z umělecké rodiny, malířem byl už jeho děd Jan van Huysum I. Celý život prožil v Amsterdamu a malovat se naučil u svého otce Justuse van Huysuma staršího. Měl tři bratry, kteří byli také malíři. Všichni se věnovali především malbě zátiší s květinami. Tři z jeho deseti dětí se také staly malíři.
První práce Jana van Huysuma jsou datovány rokem 1706. Zpočátku se soustředil na kresbu, ale v dalších letech začal malovat olejovými barvami. Svou techniku, kterou dosahoval mimořádně hladkou povrchovou úpravu, uchovával v tajnosti a při práci zakazoval vstup do ateliéru i svým nejbližším. Často zajížděl do květinového centra v nedalekém Haarlemu, kde studoval různé vzácné rostliny a květy. Jeho zátiší s květinami a ovocem se kromě pestrých barev vyznačují detailním a přesným propracováním a dynamickou kompozicí. Často je oživoval kapkami rosy nebo hmyzem. Na některých obrazech lze najít také citáty z bible. V počátečním období tvorby používal na svých obrazech tmavé pozadí, ale po roce 1720 přešel ke světlému odstínu a obrazy tím získaly vzdušnější a živější ráz.
Jan van Huysum dosáhl již za svého života velkých úspěchů. Měl mezinárodní klientelu, do níž patřili významní sběratelé, jako vévoda Orleánský , anglický král Vilém III., polský král August II. nebo slavný anglický odborník Sir Robert Walpole. Velké oblibě se jeho zátiší těšila u německé šlechty a sběratelů. Jeho obrazy jsou zastoupeny v řadě muzeí a galerií celého světa.
Mimo zátiší maloval i krajiny a mytologické výjevy.
- Váza s květinami v nice, 1720–1740, Louvre
- Kytice u sloupu, Kunsthistorické muzeum ve Vídni
- Váza s květinami, Ermitáž

Byl nazýván fénixem všech malířů květin.

## Galerie

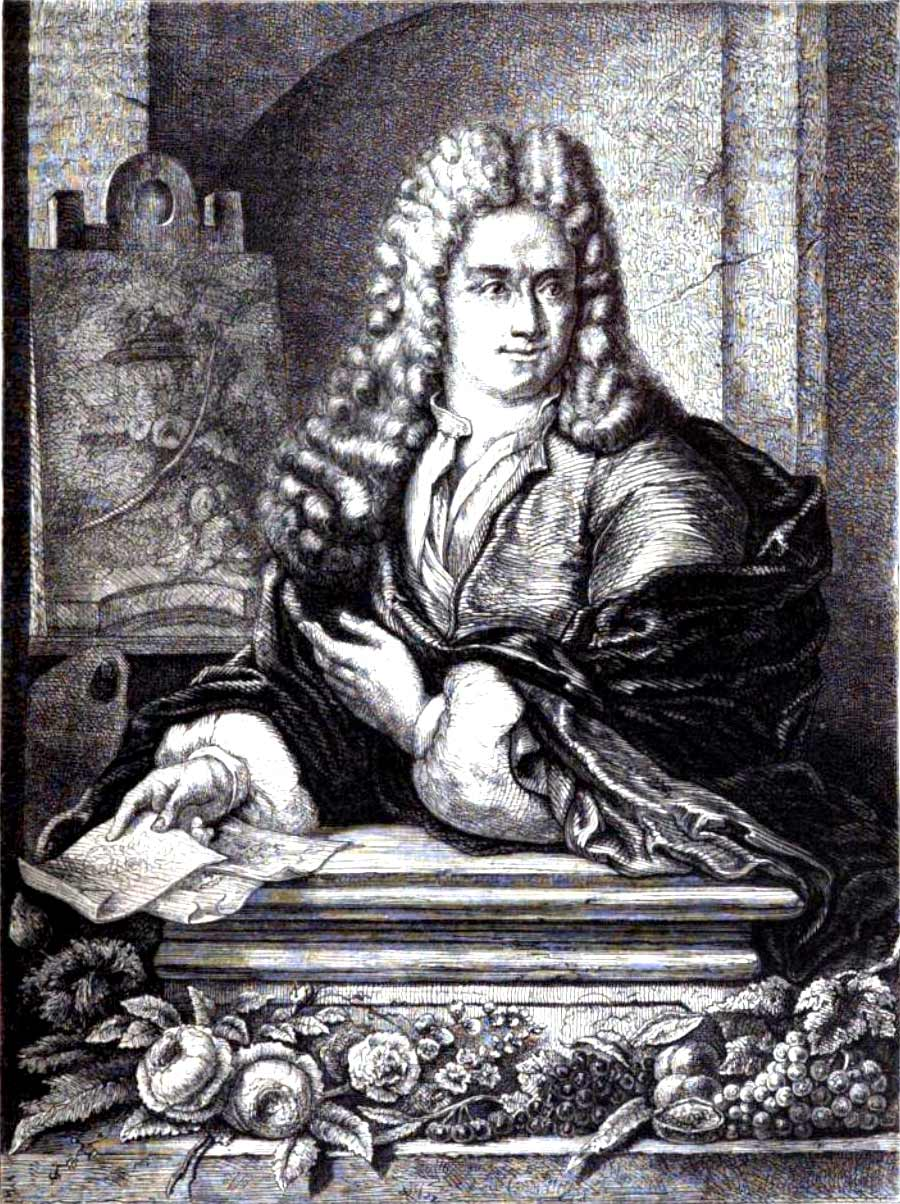
Jan van Huysum
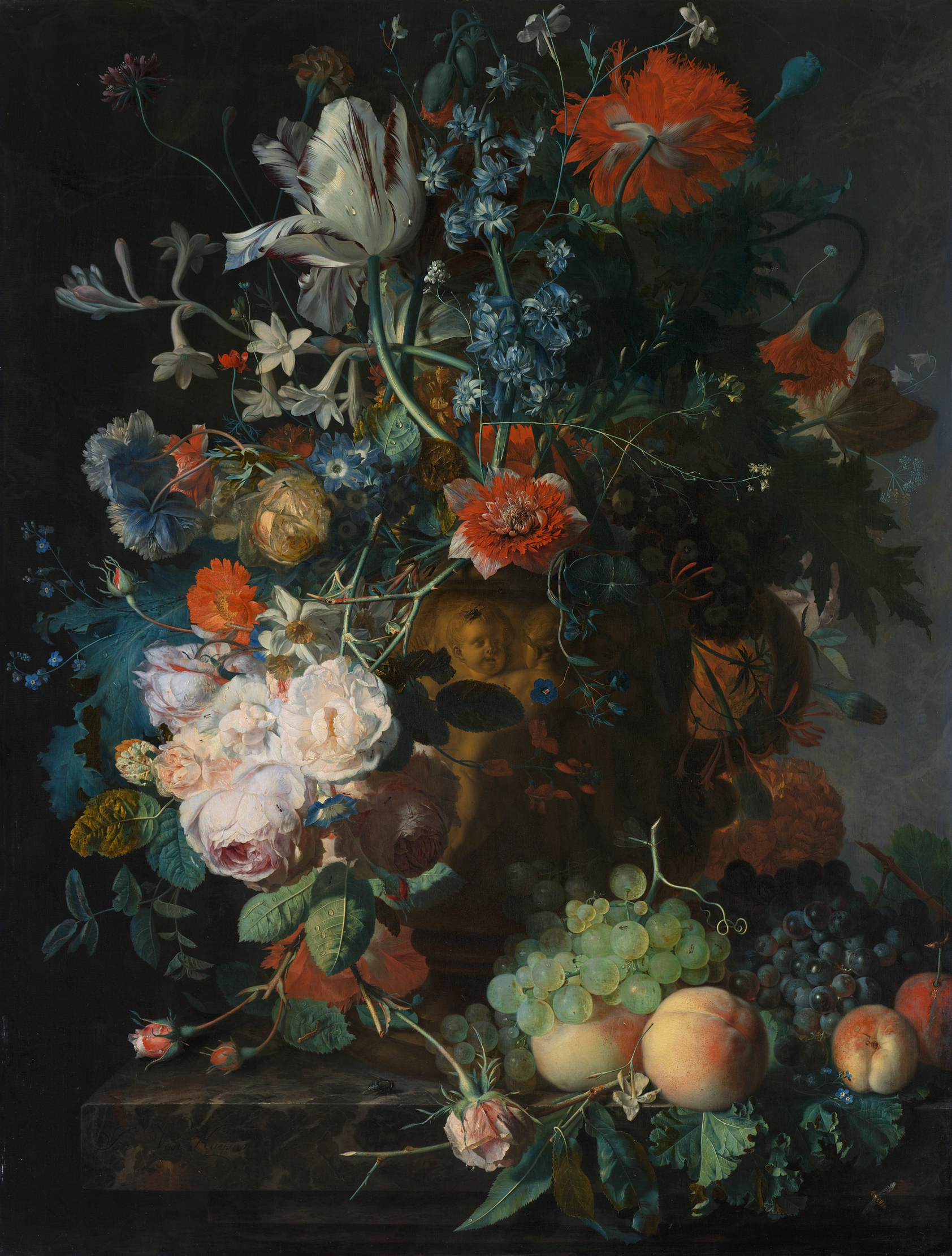
Květiny a ovoce - Rijksmuseum Amsterdam
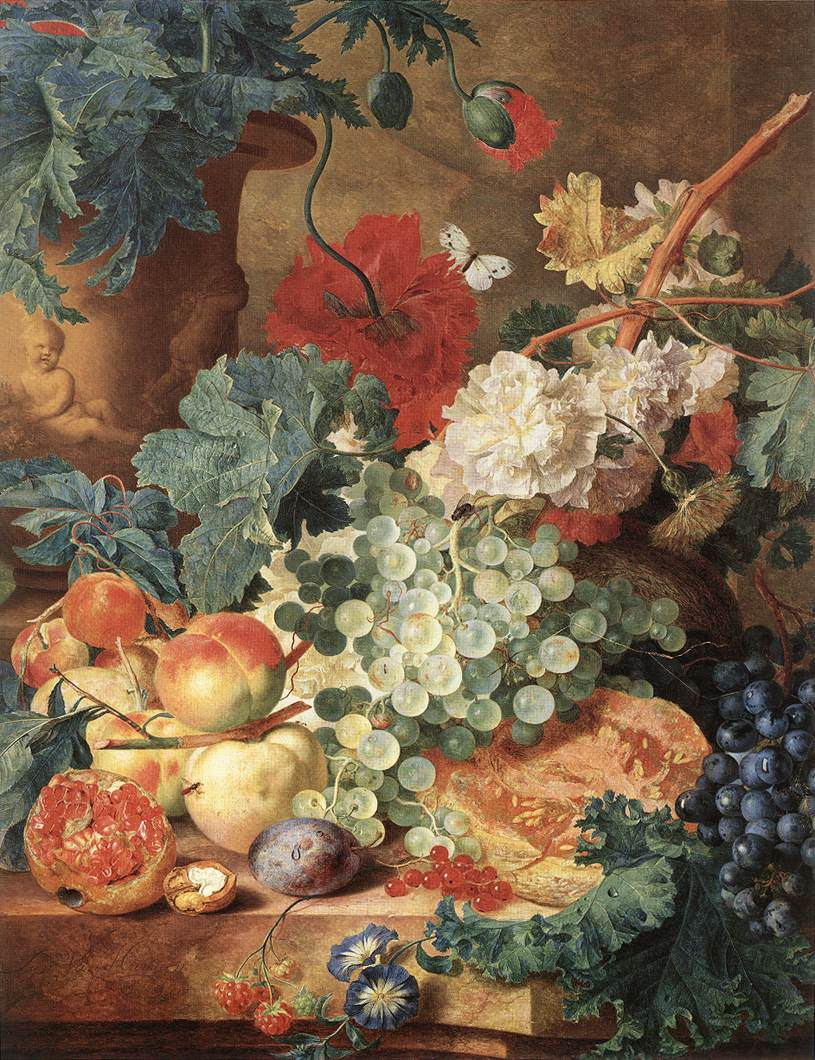
Zátiší s květinami a ovocem - Rijksmuseum Amsterdam
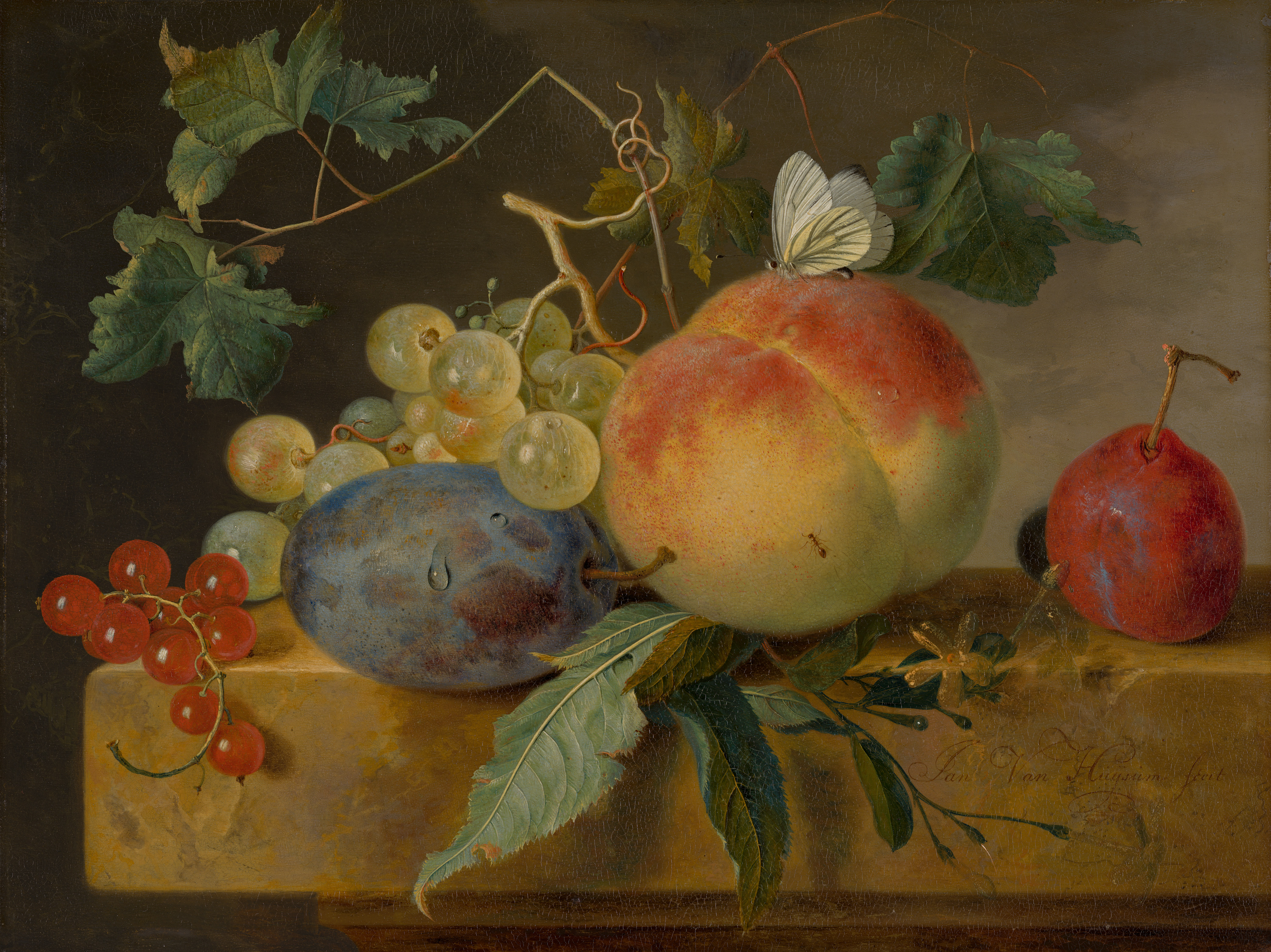
Zátiší s ovocem (cca 1724) - olej na mědi
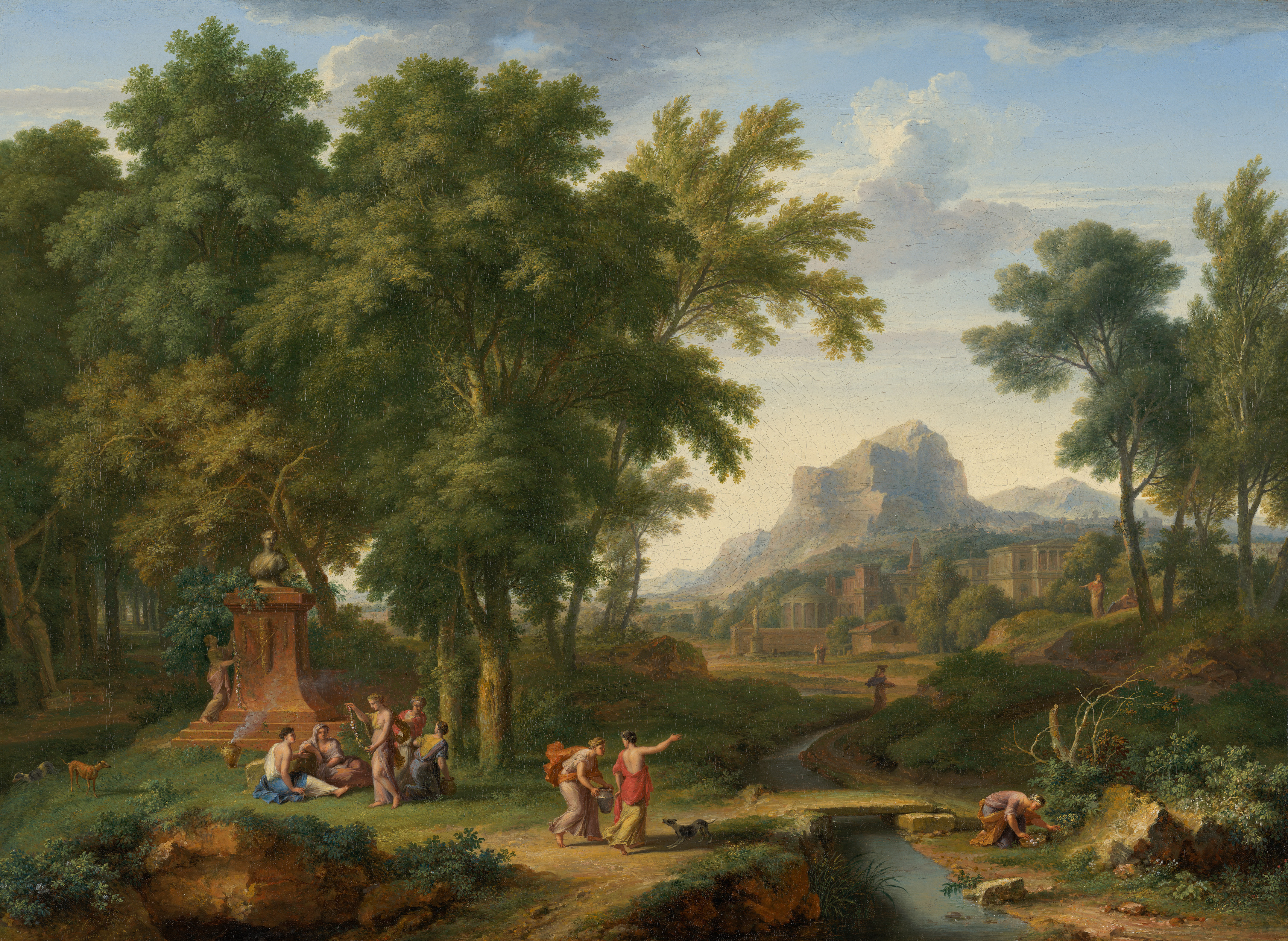
Krajina Arkádie s bustou Flóry (1724-1725)